# 國立旗山高級農工職業學校
國立旗山高級農工職業學校（National Cishan Agricultural & Industrial Vocational Senior High School）是一所位於中華民國臺灣高雄市的技術型高級中等學校，簡稱旗山農工、旗農、省旗農。學校地址在高雄市旗山區旗甲路一段195號。創校於1928年4月5日，最初校名為「台灣公立龍肚農業補習學校」，1936年改名為「旗山實踐農民學校」，國民政府接管臺灣後改名「高雄縣立旗山初級農業學校」。校地面積為11.5732公頃。

## 簡史
- 創立於1928年4月5日，初名「臺灣公立龍肚農業補習學校」。
- 1936年遷至現址，改名「旗山實踐農民學校」。
- 1945年，國民政府接管臺灣後，改制為「高雄縣立旗山初級農業學校」。
- 1955年，增設高級部，改制為「高雄縣立旗山農業職業學校」。
- 1964年，實施省辦高中政策，改隸為「臺灣省立旗山農業職業學校」。
- 1969年，實施九年國民教育，裁撤初級部，改制為「臺灣省立旗山高級農業職業學校」。
- 1972年，增設工科，更名為「臺灣省立旗山高級農工職業學校」。
- 2000年2月1日，因應精省，改隸為「國立旗山高級農工職業學校」。

## 歷任校長
| 日治時代 |            |            |           |                                                                     |
| 任次     | 姓名       | 上任日期   | 卸任日期  | 備註                                                                |
| 第 1 任  | 鳥丸為青   | 1928年     | 1936年    | 創校校長                                                            |
| 第 2 任  | 八重野武夫 | 1936年     | 1941年    |                                                                     |
| 第 3 任  | 土肥淑人   | 1941年     | 1945年    | 更名旗山實踐農民學校                                                |
| 民國時代 |            |            |           |                                                                     |
| 任次     | 姓名       | 上任日期   | 卸任日期  | 備註                                                                |
| 第 4 任  | 林水發     | 1945年     | 1947年    | 戰後首任 在任期間改制為高雄縣立旗山初級農業學校                     |
| 第 5 任  | 曾晨琳     | 1947年     | 1948年    |                                                                     |
| 第 6 任  | 柯世英     | 1948年     | 1952年    |                                                                     |
| 第 7 任  | 盧老枝     | 1952年     | 1955年    |                                                                     |
| 第 8 任  | 林淵源     | 1955年     | 1968年    | 在任期間改制為高雄縣立旗山農業職業學校 台灣省立旗山農業職業學校     |
| 第 9 任  | 葉紹原     | 1968年     | 1987年    | 在任期間改制為台灣省立旗山高級農業學校 台灣省立旗山高級農工職業學校 |
| 第10任   | 葉源皇     | 1987年     | 1991年    |                                                                     |
| 第11任   | 邱明輝     | 1991年2月  | 1997年2月 |                                                                     |
| 第12任   | 彭楨祥     | 1997年2月  | 1999年7月 |                                                                     |
| 第13任   | 劉昭一     | 1999年8月  | 2000年1月 | 代理校長                                                            |
| 第14任   | 李啟源     | 2000年2月  | 2002年1月 | 在任期間改制為國立旗山高級農工職業學校                              |
| 第15任   | 李天興     | 2002年1月  | 2006年9月 |                                                                     |
| 第16任   | 徐震魁     | 2006年4月  | 2006年8月 | 代理校長                                                            |
| 第17任   | 王春成     | 2006年10月 | 2007年7月 | 代理校長                                                            |
| 第18任   | 陳龔聲     | 2007年8月  | 2014年7月 |                                                                     |
| 第19任   | 徐震魁     | 2014年8月  | 2018年7月 |                                                                     |
| 第20任   | 蔣壁輝     | 2018年8月  | 2022年7月 | 轉任岡山農工                                                        |
| 現任     | 潘致強     | 2022年8月  | －迄今    |                                                                     |

## 校訓
忠 一 忠以愛校愛國
誠 一 誠以待人處世
勤 一 勤以為學立業
樸 一 樸以修身齊家

## 行政單位

### 教務處
- 教學組
- 註冊組
- 設備組
- 實驗研究組

### 學務處
- 訓育組
- 體育組
- 衛生保健組
- 生活輔導組

### 總務處
- 出納組
- 庶務組
- 文書組

### 實習輔導處
- 實習組
- 就業組

### 主計室
- 審核組
- 帳務組

### 輔導室
- 輔導主任
- 輔導教師
- 特教教師

### 人事室
- 人事室主任
- 人事室組員

### 校安中心（教官室）
- 主任教官
- 生輔組長
- 軍訓教官
- 校安人員

### 圖書館
- 圖書館主任
- 圖書館幹事

## 教學單位

### 農業類科
- 農業群
  - 園藝科
  - 農場經營科
  - 畜產保健科
  - 休閒農業科（實用技能學程，3年辦1班）
- 食品群
  - 食品加工科
  - 烘焙食品科（實用技能學程，3年辦1班）

### 工業類科
- 機械群
  - 機械科
  - 生物產業機電科
  - 電腦繪圖科（實用技能學程，3年辦1班）
- 動力機械群
  - 汽車科
  - 汽車修護科（實用技能學程，3年辦1班）
- 電機電子群
  - 電機科
  - 機車修護科（實用技能學程，3年辦1班）

### 家事類科
- 家政群
  - 家政科
- 餐旅群
  - 餐飲技術科（實用技能學程，3年辦1班）

## 各科介紹

### 農場經營科
- 將生物技術、企業管理概念融入生產技能學習中，藉由建教合作、產學觀摩，培育現代化農場經營及管理人才。

### 生物產業機電科
- 培育學生利用機械、電機、電子及電腦等機電整合與自動化技能，應用於生物系統生產、管理、品質監控等領域，造就優質機電人才。

### 畜產保健科
- 將朝寵物觀光、休閒、本土特有小型動物的飼養管理為發展方向。
- 培育學生對畜產品加工技術的養成。

### 家政科
- 培養學生烹飪、縫紉、手工藝等技術。
- 訓練學生取得中餐烹調技術士證照，以因應社會變遷，協助社區發展，提昇生活品質。

### 食品加工科
- 輔導學生邁向四技二專深造，保持優良之升學風氣。
- 設有乙、丙級烘焙食品技術士檢定場，推動學生取得技術證照。
- 因應科技人才之需求，加強分析檢驗、微生物技術及生物技術等課程。
- 充分利用地方資源，積極研發地方特產，如：香蕉、木瓜及荔枝等加工品。

### 園藝科
- 目標在培育精緻園藝專業人才、充實園藝生產及應用知識與技能，以養成園藝企業經營之人才。
- 現代化大型溫室、苗圃、果園、造園教室、園產處理加工教室、組織培養教室、花藝教室等，設施完善，技術先進、師資學、養、藝兼備。

### 機械科
- 培養機械工業基層技術人才，使學生能夠擔任各種機械之操作、維護、機械產品之製圖、製造及檢驗等工作能力。

### 電機科
- 培養電機技術人才，學習有關電機、資訊、控制、自動化的基礎技能。
- 加強人格修養、職業道德，促進自我發展能力及健全身心，以因應現代高科技人才的需求。

### 汽車科
- 傳授學生汽車檢驗及維修之基本知識。
- 訓練學生汽車裝配、保養、及修護等基本技能，並養成良好的安全工作習慣，成為交通、運輸類服務優質技術人員。

## 校舍大樓
- 勤政樓
- 勤學樓
- 勤藝樓
- 群英堂
- 圖書館
- 機械館
- 達人館（農藝館）
- 電機館
- 畜產保健科館
- 汽車科大樓
- 風雨教學區
- 校史館
- 香草文化展示館
- 藍染教室
- 造園景觀施工場
- 網室／果園
- 農經科／園藝科農場
- 生態池／蓄水池
- 牧草場
- 香料標本園
- 藥用植物標本園
- 畜保科實習廠

## 外部連結
- 國立旗山農工（页面存档备份，存于）